# Manikchhari
Manikchhari är ett underdistrikt i Bangladesh. Det ligger i den sydöstra delen av landet, 180 km sydost om huvudstaden Dhaka.
I omgivningarna runt Manikchhari växer huvudsakligen savannskog. Runt Manikchhari är det tätbefolkat, med 790 invånare per kvadratkilometer.